# Selección masculina de hockey sobre césped de Uruguay
La selección masculina de hockey sobre césped de Uruguay es el equipo nacional que representa a Uruguay en las competiciones internacionales masculinas de hockey sobre césped. Es gobernada por la Federación Uruguaya de Hockey sobre Césped (FUHC).

## Resultados

### Copa Panamericana
- La Habana 2000: no participó
- London 2004: 9.º[2]
- Santiago de Chile 2009: 8.º[3]
- Toronto 2013: 8.º[3]
- Lancaster 2017: no participó

### Campeonato Suramericano
- Santiago de chile 2003: 4.º[4]
- Buenos Aires 2006: 4.º[4]
- Montevideo 2008: 3.º [4]
- Río de Janeiro 2010: 3.º [4]
- Santiago de chile 2013: 5.º[4]
- Santiago de chile 2014: 5.º[4]
- Chiclayo 2016: 3.º [4]
- Cochabamba 2018: 6.º